# Битва при Бапоме
Битва при Бапоме состоялась 2—3 января 1871 года между прусской и французской армиями.

## Обстановка перед сражением
Париж обложен немцами. Гамбетта силится освободить столицу, для чего были назначены три армии: северная (командующий Федерб) двигалась к Парижу от Амьена, 2-я Луарская (командующий Шанзи) также шла на Париж от Ле-Мана, 1-й Луарской (командующий Бурбаки) было задано направление от Шаньи и Шалона на Везуль и Бельфор. Они должны были опрокинуть армию Вердера и с востока подойти к Парижу.
Co стороны германцев для обеспечения осаждающих Париж войск с севера выставлена 1-я армия генерала Мантейфеля; располагавшаяся по дуге от верхней Шельды южнее Калебре до Руана-на-Сене. В Бапоме и окрестностях стояла 15-я пехотная дивизия генерала Куммера.
Театр военных действий северной армии делился рекой Сомма на две операционные зоны; владевший этой pекой и укреплёнными переправами на ней, обладал свободой действий. К началу 1871 года переправа у Амьена уже находилась в руках немцев; для обладания другой переправой они силами 3-й резервной дивизии и 31-й пехотной бригадой под общим командованием генерала Барнекова обложили крепость Перонну.

## Начало сражения
2 января генерал Федерб (стоявший со своей армией — 22-й н 23-й корпуса — за рекой Скарпа, между Аррасом и Дуэ) направился к Перонне на Бапом, где 22-й корпус силами дивизии Дерройя выбил передовые посты немцев из Аблазевилля, Аши-ле-Гран и Бехнкюра. 1-я дивизия 23-го корпуса атаковала Беаньн, но усилиями прусской 30-й пехотной бригады Штрубберга была отброшена назад, до Ервиллера. 2-я дивизия 23-го корпуса (командующий генерал Робин) без боя заняла Мори.
С потерей Мори немцы не могли долее держаться в Боаньи и Сапиньи и, отойдя назад, заняли Гревнльер, Бифвильер, Фаврейль и Беньятр.
3 января утром атака Федерба возобновилась. На Бифвильер и Гревильер направился 22-й корпус. 1-я дивизия 23-го корпуса (генерал Пайен) прошла Беаньи и Сапиньи и открыла артиллерийский огонь по Фаврейлю. 2-я дивизия, не принимая участия в бою, прикрыла только левое крыло армии.
После упорного боя, германцы были откинуты в Бапом. Федерб не решился атаковать город, окружённый широкой эспланадой с полузасыпанными рвами, не подготовив атаки огнём артиллерии; обстреливать же французский город с гражданским населением он считал для себя невозможным.
С наступлением сумерек правое крыло французов заняло Тиллоа и Линьи, левое — Фаврейль. Ночью германцы отступили, намереваясь отойти на левый берег Соммы, а утром отошли к Буале и французы, вынужденные к тому недостатком продовольствия и общим утомлением войск, их не преследовали. Кроме того, Федерб счёл главную задачу этого сражения (снятие осады с Перонны) выполненной.

## Потери сторон
Французы потеряли 2119 человек убитыми, ранеными и пропавшими без вести, в том числе 53 офицера (Мольтке упоминает что в плен пруссаками было взято только 240 французов). Потери пруссаков насчитывали 1020 человек убитыми и ранеными, среди которых было 46 (по другим данным — 52) офицеров.